# Смит, Уолтер
Уо́лтер Фергюсон Смит (англ. Walter Ferguson Smith; 24 февраля 1948, Ланарк, Ланаркшир — 26 октября 2021, Глазго) — шотландский футболист и футбольный тренер. Член Зала славы шотландского футбола.

## Клубная карьера
Смит родился в Ланарке, с детства был болельщиком «Рейнджерс». В 1966 году подписал свой первый профессиональный контракт с клубом «Данди Юнайтед», параллельно с выступлениями работая электриком . В сентябре 1975 года он перешёл в клуб «Дамбартон», но два года спустя вернулся в «Данди Юнайтед». В возрасте 29 лет был приглашён в тренерский штаб «Данди Юнайтед», так как его игровой карьере угрожала травма таза. Последний матч за клуб он провёл в сентябре 1980 года. Всего он сыграл за «Юнайтед» более 100 матчей.

## Тренерская карьера

### «Эвертон»
Добившись серьёзных успехов в Шотландии, Смит согласился возглавить клуб Премьер-лиги «Эвертон» в 1998 году. Смит заменил на посту главного тренера «ирисок» Ховарда Кендалла.
Под руководством Смита «Эвертон» завершал чемпионат в нижней половине турнирной таблицы на протяжении трёх сезонов подряд. Руководство «ирисок» приняло решение об увольнении Смита в марте 2002 года после поражения «Эвертона» от «Мидлсбро» в шестом раунде Кубка Англии со счётом 3:0. «Эвертон» к тому моменту находился на грани вылета из Премьер-лиги. Смита на посту главного тренера «ирисок» заменил Дэвид Мойес, под руководством которого «Эвертон» завершил сезон на безопасном 15-м месте.
В марте 2004 года Смит вернулся в большой футбол, когда он был приглашён на пост ассистента главного тренера «Манчестер Юнайтед» Алекса Фергюсона в конце сезона 2003/04.

### Шотландия
2 декабря 2004 года Уолтер Смит был назначен главным тренером сборной Шотландии, сменив на посту Берти Фогтса. В целом при Смите сборная выступала достаточно успешно, но после неожиданного поражения от сборной Беларуси Шотландия потеряла шансы на участие в чемпионате мира 2006 года. За период пребывания Смита в должности главного тренера рейтинг сборной Шотландии вырос на семьдесят мест. Под его руководством сборная Шотландии 7 октября 2006 года одержала историческую победу над финалистами чемпионата мира 2006 года, сборной Франции, со счётом 1:0.

### Возвращение в «Рейнджерс»
30 мая 2013 года Уолтер Смит назначен президентом шотландского «Рейнджерс» вместо Малкольма Мюррея. В августе он покинул совет директоров клуба.

## Смерть
В марте 2021 года ему была проведена медицинская операция. Смит умер от рака утром 26 октября того же года в возрасте 73-х лет.  3 ноября состоялись частные семейные похороны, за которыми 19 ноября последовала публичная поминальная служба в соборе Глазго. 

## Тренерская статистика
| Клуб              | Начало работы  | Завершение работы | Показатели | Показатели | Показатели | Показатели | Показатели |
| Клуб              | Начало работы  | Завершение работы | И          | В          | Н          | П          | %          |
| ----------------- | -------------- | ----------------- | ---------- | ---------- | ---------- | ---------- | ---------- |
| Рейнджерс         | 16 апреля 1991 | 31 мая 1998       | 380        | 249        | 68         | 63         | 65,53      |
| Эвертон           | 1 июля 1998    | 13 марта 2002     | 168        | 53         | 50         | 65         | 31,55      |
| Сборная Шотландии | 2 декабря 2004 | 10 января 2007    | 16         | 7          | 5          | 4          | 43,75      |
| Рейнджерс         | 10 января 2007 | 15 мая 2011       | 202        | 128        | 45         | 29         | 63,37      |
| Итого             | Итого          | Итого             | 766        | 437        | 168        | 161        | 57,05      |

## Достижения

### В качестве тренера
Рейнджерс
- Чемпион Премьер-дивизиона Шотландской лиги (10): 1990/91, 1991/92, 1992/93, 1993/94, 1994/95, 1995/96, 1996/97, 2008/09, 2009/10, 2010/11
- Обладатель Кубка Шотландии (4): 1992, 1993, 1996, 2008
- Обладатель Кубка шотландской лиги (5): 1993, 1994, 1997, 2008, 2010, 2011
- финалист Кубка УЕФА (1): 2007/2008

Личные награды
- Тренер года в шотландской Премьер-лиге: 2007/08
- Тренер года по версии Шотландской ассоциации футбольных журналистов: 1991/92, 1992/93, 1993/94, 1995/96, 1996/97, 2007/08, 2009/10
- Тренер года по версии футболистов ШПФА: 2009/10
- Зал славы шотландского футбола: включён в 2007<ref name="sky">